# Mohammad Haschim Maiwandwal

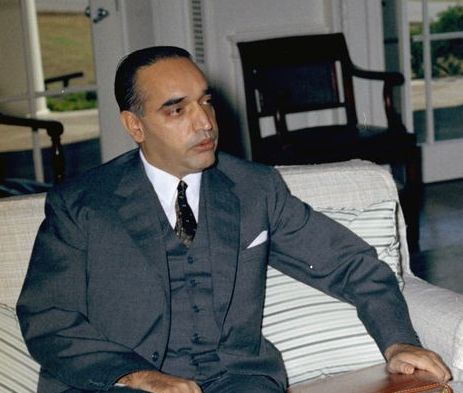
Mohammad Haschim Maiwandwal

Mohammad Haschim Maiwandwal (paschtunisch محمد هاشم ميوندوال, * 1920 in Kabul; † 1. Oktober 1973 ebenda) war ein afghanischer Politiker und Journalist.

## Leben und Wirken
Nach dem Abitur an der Habibia-Schule in Kabul war Maiwandwal von 1942 bis 1945 Redakteur der Zeitung Itifaq-e Islam („Abkommen des Islam“) in Herat und später der Tageszeitung Anis. Von 1951 bis 1955 arbeitete er als Leiter des Pressebüros der Regierung, 1955 wurde er dann stellvertretender Außenminister. Anschließend wurde er Diplomat. Er vertrat sein Land als Botschafter in Großbritannien (1956), den Vereinigten Staaten (1958–1963) und Pakistan (1957–1958, 1963). Im Oktober 1965 wurde die Regierung nach der Parlamentswahl wegen unklarer Mehrheitsverhältnisse nicht bestätigt und es kam zu Unruhen. Die Intervention der Armee führte zum Tod von mindestens drei studentischen Demonstranten. 
Das vorgeschlagene Kabinett wurde aufgelöst und die Verfassungsversammlung entschied sich für Mohammad Haschim Maiwandwal als Kandidat für das Amt des Premierministers. König Mohammed Sahir Schah beauftragte ihn mit der Bildung der neuen Regierung. Maiwandwal konnte ein gutes Verhältnis zu den Studenten aufbauen und war vom 2. November 1965 bis zum 11. Oktober 1967 afghanischer Premierminister. Er trat dann wegen gesundheitlicher Probleme zurück. Maiwandwal hatte keine Kinder. 1966 gründete er die Progressive Demokratische Partei (Dscham'iat Demokrate-ihr Mottaraqi), eine linke monarchistische Partei. Er empfahl evolutionären Sozialismus und die parlamentarische Demokratie. Maiwandwal wurde 1965 als Premierminister wiedergewählt, verlor aber seine Position aufgrund der Einflussnahme von Regierungsmitgliedern. Der Aufstieg von Mohammed Daoud Khan an die Macht wurde im Jahr 1973 für andere potentiellen Nachfolger im Amt des Premierministers, darunter auch Sardar Abdul Wali, äußerst unangenehm, er wurde wie Maiwandwal kurzfristig verhaftet. Ein Staatsstreich, der wohl bereits vor Daud's Machtübernahme geplant war, wurde vereitelt. Ob Maiwandwal darin verwickelt war, bleibt fraglich, aber seine westliche Einstellung mag mit dazu beigetragen haben, dass er zusammen mit 20 anderen Personen, darunter dem neu ernannten Kommandeur der Luftwaffe, zwei Generälen, fünf weiteren hohen Militärs und einem Mitglied des entmachteten Parlaments Wolesi Dschirga, verhaftet wurde.
Im Oktober 1973 soll Mohammad Haschim Maiwandwal kurz vor Beginn seines Prozesses Selbstmord begangen haben. Er starb im Gefängnis zu einer Zeit, als die Partschamis, eine Fraktion der Volksdemokratischen Partei Afghanistans, die Kontrolle über das Innenministerium hatten. Daher wird in Kabul allgemein angenommen, dass Maiwandwal beim Versuch, ein Geständnis von ihm zu erzwingen, zu Tode gefoltert wurde. Sein Leichnam wurde, wie Ermittlungen im Jahr 2001 ergeben haben, durch Mitglieder der Polizei heimlich auf dem Friedhof schuhada-i-salehin beigesetzt.